# Castelul Liechtenstein

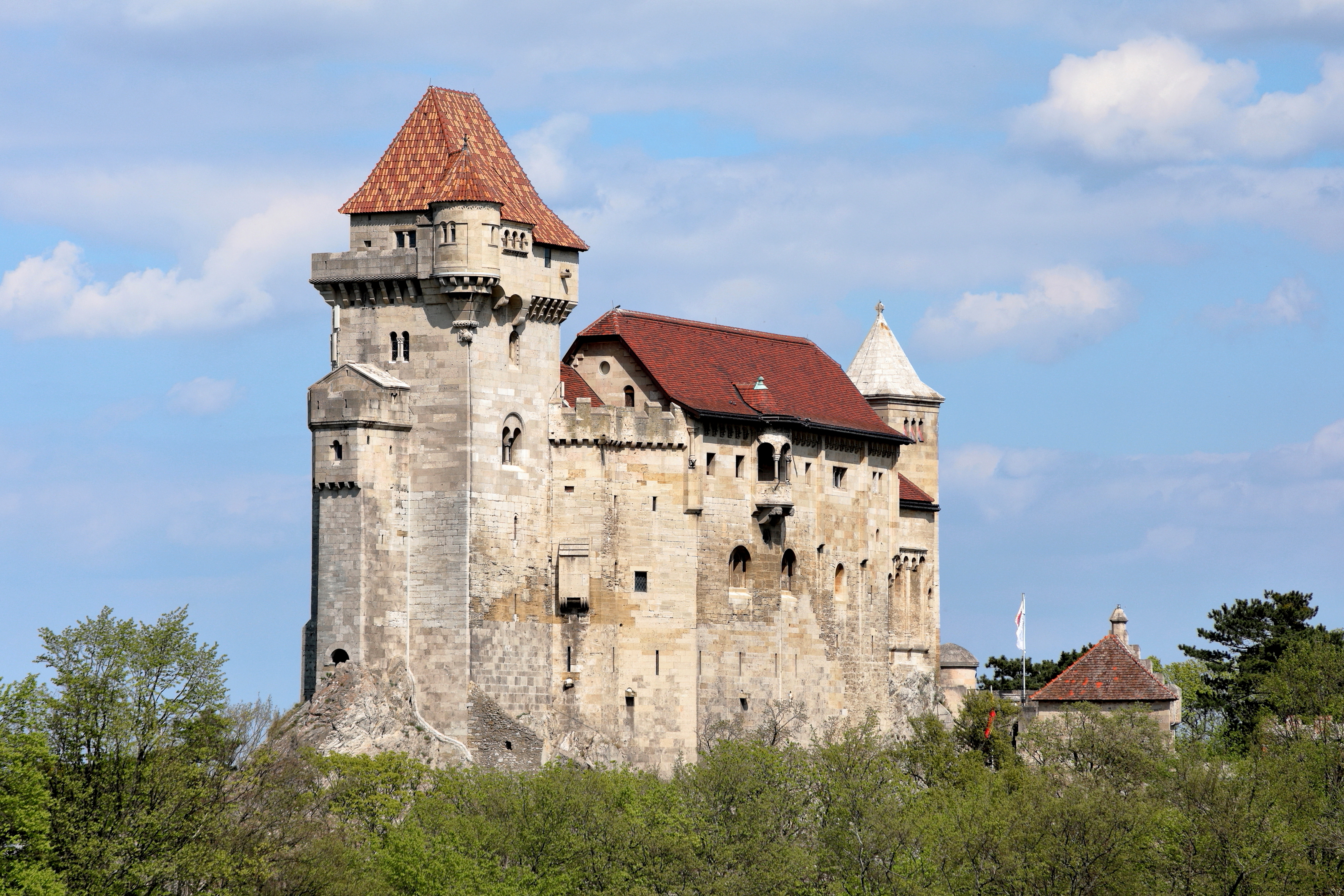
Castelul Liechtenstein din Austria

Castelul Liechtenstein este un castel aflat aproape de sudul Vienei. Este situat la marginea Pădurii Vieneze (Wienerwald). Castelul, construit original în secolul al XII-lea, a fost distrus de otomani în 1529 și 1683, și a rămas în stare de ruină până în 1884, când a fost reconstruit.
Castelul Liechtenstein este originea numelui familiei Liechtenstein, suzeranii țării cu același nume, care au stăpânit castelul din 1140 până în secolul al XIII-lea, redobândindu-l în 1807.